# 臺東直隸州
臺東直隸州是臺灣清治時期的行政區劃，為清朝才有的「直隸州制度」下的一個臺灣行政區劃。其名義上管轄範圍北起東澳溪，南抵八瑤灣，西至中央山脈；相當於今日宜蘭縣蘇澳鎮南側以及南澳鄉、花蓮縣、臺東縣（不含蘭嶼）及屏東縣牡丹鄉旭海村、滿州鄉港仔村一帶。雖然清政府將臺灣東部全劃入臺東直隸州的管轄範圍，但實際上能控制及開發的地區很少，至1894年撰寫《臺東州采訪冊》時，實際控制範圍大致只有北起加禮宛（今花蓮縣新城鄉嘉里村），南至阿朗壹（今屏東縣牡丹鄉旭海村）的縱谷平原地帶。至臺灣割讓予日本時，州內平地人口裡面只有9%人口為漢人。

## 沿革
1884年（清光緒十年），中法戰爭後，清朝廷再度重視臺灣，次年，臺灣建省，1887年（光緒十三年）8月臺灣省正式運作。首任巡撫劉銘傳以「轄境太廣，則耳目難周；控制太寬，則聲氣多阻。」建議重劃臺灣郡縣，於水尾設直隸知州，稱臺東直隸州，原卑南廳舊治設州同一員，花蓮港增設州判一員。1888年（光緒十四年）12月7日裁撤原駐紮卑南的臺灣府南路撫民理番同知正式設立臺東直隸州。后移治今臺湾臺東縣西北卑南乡。属福建臺灣省。1895年（光緒二十一年）清帝國根据《马关条约》割让台灣给日本後，台東直隸州仍未撤除，當地官員持續以清國或臺灣民主國續派知州維持自治，直至1896年5月日軍登陸台東為止解散。
臺灣總督府將臺東州降格成與西部縣等同的出張所，由臺南府改制的臺南民政支部管轄。隔年，臺南民政支部改為臺南縣，臺東出張所改為臺東支廳。1897年（日明治三十年）臺東支廳升格為臺東廳。
| 年代     | 1887年以前 | 1887年－1895年 | 1895年起   |
| 行政區域 | 大清帝國   | 大清帝國       | 大日本帝國 |
| 行政區域 | 福建省     | 福建臺灣省     | 臺灣       |
| 行政區域 | 臺灣府     | 臺東直隸州     | 臺南縣     |
| 行政區域 | 卑南廳     | 無             | 臺東支廳   |

## 行政區劃
過去設卑南廳時，便有人提議日後開發後可將此處改設為一府三縣，《臺灣輿圖》也將卑南廳分成三段。從北到南分別是崎萊（木瓜溪以北）、秀姑巒（木瓜溪到網網溪）、卑南（網網溪以南）。而根據《臺灣地輿全圖》說略，當初設臺東直隸州時，原本計畫將州域分三段，北段設花蓮港廳，中段是州治水尾，南段設卑南廳。然而光緒十四年（1888年）發生大事件（呂家望事件），在水尾駐守的清軍被殲滅，營房、民房也遭到燒毀。此事件對清朝治理臺灣東部的行動造成影響，實際上的州治移往卑南街（今臺東市），直隸州底下分設兩廳的規劃也作罷。但日人統治後，此計劃又復出，1897年臺東支廳升格為臺東廳後，下設三辨務署，分別為管轄蓮鄉的奇萊辨務署、管轄新鄉和奉鄉的水尾辨務署，以及管轄南鄉跟廣鄉的卑南辨務署。到1901年時，廢辦務署改設支廳，原卑南辨務署分拆為廳直轄跟二支廳，整個台東廳已拆為5個政區。1909年臺東廳分出花蓮港廳，東部設三政區的規劃已完全消失，現今花東二縣的範圍也大致底定。
1889年（光緒十五年），臺東直隸州下設行政區劃，共分五鄉九堡：
- 南鄉：卑南堡
- 廣鄉：成廣澳堡
- 新鄉：新開源堡、璞石閣堡
- 奉鄉：水尾堡、新福堡、萬安堡、復興堡
- 蓮鄉：花蓮港堡